# فریدریش فروم
فریدریش ویلهلم والدمار فروم (به آلمانی: Friedrich Wilhelm Waldemar Fromm) (۸ اکتبر ۱۸۸۸ – ۱۲ مارس ۱۹۴۵) نظامی بلندپایه اهل آلمان در دوره رایش سوم بود که در جریان جنگ جهانی دوم ارتش جایگزینی را فرماندهی کرد. او اواخر جنگ به دلیل مسامحه در مقابل توطئه‌گران کودتای ۲۰ ژوئیه برای ترور آدولف هیتلر، به اتهام بزدلی به دستور شخص هیتلر اعدام شد.

## سال‌های اولیه
فریدریش فروم روز ۸ اکتبر سال ۱۸۸۸ در محله شارلوتنبورگ در برلین زاده شد. اواخر ماه دسامبر سال ۱۹۰۶ در هنگ ۵۵ توپخانه صحرایی به نیروی زمینی امپراتوری آلمان پیوست. سال ۱۹۰۸ با درجه ستوان دوم وارد سلک افسران شد. هنگام آغاز جنگ جهانی اول آجودان گردان ۱ هنگ بود. ماه نوامبر سال ۱۹۱۴ به درجه ستوان یکم ترفیع گرفت. به عنوان بخشی از لشکر سی‌وهشتم پیاده‌نظام آلزاس در بلژیک، پروس شرقی و لهستان میدان نبرد را تجربه کرد و دست کم یک بار زخمی شد. سال ۱۹۱۵ به ستاد کل رفت و سپس آجودان تیپ ۳۸ توپخانه در لشکر سی‌وهشتم شد. در ادامه در وردون، سوم و فلاندر جنگید. بهار سال ۱۹۱۶ ترفیع درجه تعجیلی به سروان دریافت کرد. دو سال پایانی جنگ را در ستاد لشکر سی‌ام پیاده‌نظام آلزاس گذراند و در نبرد کمبره حاضر بود.
فروم پس از جنگ در رایشسور ماند و تا سال ۱۹۲۰ فرمانده یک آتشبار در هنگ ۳ توپخانه پروس در فرانکفورت/اودر شد. سال ۱۹۲۲ به ستاد لشکر سوم پیاده‌نظام در همان فرانکفورت/اودر و سپس سال ۱۹۲۷ به وزارت دفاع منتقل گردید. سال ۱۹۲۷ به درجه سرگردی و سال ۱۹۳۱ به درجه سرهنگ دوم ترفیع گرفت. از ماه ژوئن سال ۱۹۳۲ تا ماه ژانویه سال ۱۹۳۳ گردان ۴ هنگ ۳ توپخانه در پوتسدام را فرماندهی کرد.

## ورماخت
فروم روز ۱ فوریه سال ۱۹۳۳، دو روز پس از به قدرت رسیدن آدولف هیتلر، ضمن ترفیع به درجه سرهنگ، به ریاست دفتر دفاع در وزارت دفاع منصوب شد. مابقی دوران خدمت را در برلین بود و به مراتب بالاتری در وزارت جنگ و فرماندهی عالی نیروی زمینی آلمان رسید. در این مدت روز ۱ نوامبر سال ۱۹۳۵ سرتیپ، ۱ ژانویه سال ۱۹۳۸ سرلشکر و ۲۰ آوریل ۱۹۳۹ سپهبد (ژنرال توپخانه) شد. در این مدت، با وجود داشتن برخی انتقادات، از پیوستن به طرح کودتای عده‌ای از افسران ارشد موسوم به «توطئه سپتامبر» در سال ۱۹۳۸ برای جلوگیری از وقوع جنگ، خودداری کرد. با آغاز بسیج آلمان برای جنگ، فروم از روز ۳۱ اوت سال ۱۹۳۹ در جایگاه فرماندهی ارتش جایگزینی قرار گرفت. قرارگاه او در ساختمان بزرگی در بندلراشتراسه بود. او همچنین، با حفظ سمت‌های پیشین، از ماه نوامبر همان سال رئیس بخش مهمات و تجهیزات نیروی زمینی شد. بدین شکل فروم در این زمان یکی از مهم‌ترین جایگاه‌های فرماندهی را در نیروی زمینی آلمان در اختیار داشت. در نهایت ماه ژوئن سال ۱۹۴۰ ریاست دفتر دفاع را به سپهبد فریدریش اولبریخت سپرد.

### جنگ جهانی دوم
به هر حال، به خوبی از پس وظایف خود برآمد و جذب و سازمان نیرو به شکل مناسبی انجام گرفت. فروم در جریان جنگ جهانی دوم مسئول نظارت بر مناطق نظامی، آموزش سربازان و افسران و بازسازی لشکرهای آسیب‌دیده و ایجاد لشکرهای جدید بود. او با آگاهی از ظرفیت محدود جایگزینی نیروی انسانی (مجموعا ۴۳۰ هزار نفر) از مخالفان عملیات بارباروسا، تهاجم به شوروی مخالف بود. مطابق پیش‌بینی او، این مقدار نیروی ذخیره تا تنها سه ماه پس از آغاز عملیات مصرف شد. اوایل ۱۹۴۳ با انتصاب ارتشبد هاینتس گودریان به عنوان بازرس کل نیروهای زرهی، فروم همچنان تا حدودی بر نیروها، جایگزنی و تأسیسات یگان‌های زرهی نظارت داشت. با وجود تلاش گودریان، فروم که خود از حامیان قوای زرهی بود اما با نظرات گودریان در نحوه به‌کارگیری آن‌ها مخالف بود، اجازه نداد توپ‌های تهاجمی (مانند اشتوگ ۳) از رشته توپخانه به قوای زرهی منتقل شود. به هر صورت از پیش سازمان مناسب و روانی در ارتش جایگزینی برای توپ‌های تهاجمی وجود داشت و به نظر نمی‌رسد تغییر در آن به چیزی ببهبود می‌بخشید. به جهت تقدیر از عملکرد مناسب فروم و نقشی که ارتش جایگزینی در پیروزی‌های اولیه آلمان در جنگ داشت، هیتلر روز ۱۹ ژوئیه سال ۱۹۴۰ او را به درجه ارتشبدی ترفیع داد و نشان عالی صلیب شوالیه صلیب آهنین را که معمولاً به نیروهای رزمی اختصاص داشت، دریافت کرد.

## کودتای ۲۰ ژوئیه
به هر صورت در ادامه مشکلات و درگیری‌های شخصی بین فروم و مقامات دیگر نظیر هاینریش هیملر، فرمانده کل اس‌اس و فیلدمارشال ویلهم کایتل، رئیس فرماندهی عالی ورماخت پدید آمد. فروم سرهنگ دوم کلاوس فون اشتاوفنبرگ را که به تازگی از شمال آفریقا بازگشته بود، با وجود معلولیت‌های جسمی، به عنوان فردی توانمند به ریاست ستاد خود منصوب کرد و به درجه سرهنگ ترفیع داد. به زودی متوجه شد فون اشتاوفنبرگ عملاً رهبری توطئه‌گران برای سرنگونی هیتلر را بر عهده دارد. فروم که از شرایط جنگ ناراضی بود و آلمان را در مسیر شکست می‌دید، اجازه داد طرح‌ریزی توطئه ادامه پیدا کند. به هر حال خود شخصاً به آن‌ها نپیوست و اعلام کرد تنها در صورت موفقیت همراه خواهد شد.
فون اشتاوفنبرگ روز ۲۰ ژوئیه سال ۱۹۴۴ اقدام به بمب‌گذاری در قرارگاه هیتلر در نزدیکی راستنبرگ نمود. با بازگشت فون اشتاوفنبرگ به برلین، توطئه‌گران یک کوتای نظامی علیه حاکمیت به راه انداختند بدون این که فروم را از آن با خبر کنند. فروم که از زنده ماندن هیتلر مطلع شده بود، از فون اشتاوفنبرگ خواست دست به خودکشی بزند. فون اشتاوفنبرگ در عوض فروم را دستگیر کرد. عصر هنگام کودتا شکست خورد و نیروهای وفادار به نظام فروم را از بازداشتگاه رهاندند. با مجوز او، ارتشبد لودویگ بک، رئیس سابق ستاد کل نیروی زمینی که در کودتا نقش داشت، اقدام به خودکشی ناموفق کرد. به دستور فروم فرد دیگری تیر خلاص را به بِک زد. فروم اعلام کرد دادگاه نظامی چهار افسر دیگر از عوامل کلیدی کودتا را به اعدام محکوم کرده است. سرگرد اتو ارنست رمر، فرمانده گردان محافظ برلین به این حکم که در تضاد با فرمان هیتلر برای زنده دستگیر کردن کودتا گردان بود، اعتراض کرد اما فروم به شدت با او مخالف بود. ده دقیقه پس از نیمه شب ۲۱ ژوئیه جوخه آتش فون اشتاوفنبرگ، اولبریخت، ستوان ورنر فون هفتن و سرهنگ آلبرخت مرتس فون کوئیرنهایم را تیرباران کرد. فروم در حال آماده‌سازی برای اعدام چند تن دیگر بود که سرهنگ اتو اسکورتسنی، از عوامل اس‌اس، فرا رسید و جلوی او را گرفت.

### محاکمه و اعدام
فروم به نزد جوزف گوبلز، وزیر تبلیغات و اطلاعات رایش رفت تا سرکوب کودتا را به اسم خود بزند. گوبلز که به سخنان او باور نداشت گفت: «خیلی عجله داشتی که شاهدان را زیر خاک بکنی.» سپس فروم را در زیرزمین زندانی کرد. با وجود این دادگاه شرافت فروم را از نیروی زمینی اخراج کرد اما دادگاه خلق و گشتاپو مدارک کافی برای محکوم کردن او به خیانت نداشتند؛ چرا که بسیاری شاهدان از پیش مرده بودند. به دستور هیتلر، فروم به اتهام بزدلی محاکمه و روز ۷ مارس سال ۱۹۴۵ به مرگ محکوم گردید. ارتشبد فریدریش فروم در نهایت روز ۱۲ مارس سال ۱۹۴۵ در زندان براندنبورگ-گوردن توسط جوخه آتش اعدام شد. او در آخرین جمله خود گفت: «من می‌میرم جون دستور بوده است. من همیشه فقط بهترین را برای آلمان خواسته‌ام.»